# Gerald Emmett Carter
Gerald Emmett Carter (ur. 11 marca 1912 w Montrealu, zm. 6 kwietnia 2003 w Toronto), kanadyjski duchowny katolicki, arcybiskup Toronto, przewodniczący Konferencji Episkopatu Kanady, kardynał.

## Życiorys
Był najmłodszym z ośmiorga dzieci emigranta irlandzkiego, drukarza, działacza związkowego; dwie siostry przyszłego kardynała zostały zakonnicami, a brat Alexander (1909-2002) był biskupem diecezji Sault Sainte Marie.
Uczęszczał do wyższego seminarium w Montrealu, tamże 22 maja 1937 przyjął święcenia kapłańskie. Uzupełniał następnie studia na uniwersytecie w Montrealu, uzyskując magisterium (1940) i doktorat (1947). Pracował jako duszpasterz w kilku parafiach archidiecezji montrealskiej oraz zajmował się szkolnictwem katolickim. W styczniu 1953 otrzymał kanonikat w kapitule katedralnej w Montrealu.
1 grudnia 1961 został mianowany biskupem pomocniczym kanadyjskiej diecezji London (prowincja Ontario), ze stolicą tytularną Altiburus; święceń biskupich udzielił mu 2 lutego 1962 w Montrealu kardynał Paul-Émile Léger (arcybiskup Montrealu), z towarzyszeniem m.in. biskupa Alexandra Cartera. W charakterze biskupa pomocniczego London wyjechał na obrady Soboru Watykańskiego II (1962). W lutym 1964 został biskupem ordynariuszem diecezji London. W latach 1971–1973 pełnił funkcję wiceprzewodniczącego Konferencji Episkopatu Regionu Ontario, 1973-1975 wiceprzewodniczącego, a 1975-1977 przewodniczącego Konferencji Episkopatu Kanady. Od 1974 uczestniczył w sesjach Światowego Synodu Biskupów w Watykanie. 27 kwietnia 1978 został promowany na arcybiskupa Toronto.
W czerwcu 1979 na swoim pierwszym konsystorzu Jan Paweł II wyniósł Cartera do godności kardynalskiej, z tytułem prezbitera S. Maria in Traspontina. Po tej nominacji Gerald Emmett brał udział w sesji Kolegium Kardynalskiego w Watykanie, zasiadał w sekretariacie generalnym Światowego Synodu Biskupów oraz w Radzie Kardynalskiej ds. Ekonomicznych i Organizacyjnych Problemów Stolicy Świętej. W 1983 został odznaczony Orderem Kanady.
W marcu 1990, ze względu na osiągnięcie wieku emerytalnego, złożył rezygnację z rządów archidiecezją; jego następcą został Aloysius Ambrozic. Zmarł w wieku 91 lat, został pochowany w mauzoleum biskupów na cmentarzu Świętego Krzyża w Toronto.